# Saint-Nicolas-aux-Bois
Saint-Nicolas-aux-Bois – miejscowość i gmina we Francji, w regionie Hauts-de-France, w departamencie Aisne.
Według danych na styczeń 2014 roku gminę zamieszkiwało 115 osób, a gęstość zaludnienia wynosiła 17,6 osób/km².